# Wright Model G
Il Wright Model G, soprannominato Aeroboat, fu un idrovolante sperimentale progettato da Grover Loening con il contributo di Orville Wright e prodotto dalla Wright Company tra il 1913 e il 1914.

## Storia del progetto
Il Wright Model G venne sviluppato dalla Wright Company nel tentativo di eguagliare il successo che la Curtiss Aeroplane and Motor Company aveva ottenuto con il suo idrovolante a scafo Curtiss Model F. Venne progettato nel 1913 dal disegnatore capo della Wright Company, Grover C. Loening, sotto la supervisione del cofondatore della compagnia, Orville Wright.

## Tecnica
Il Model G era un idrovolante biplano a fusoliera chiusa, biposto, monomotore a doppia elica spingente. Le ali, il motore, la trasmissione, la struttura posteriore del velivolo e gli impennaggi erano gli stessi del Wright Model C – dal quale nello stesso 1913 era stato tratto il Model CH, il primo idrovolante dell'azienda aeronautica Wright. Solamente, il piano orizzontale aveva una forma in pianta differente (essendo caratterizzato da un'apertura ridotta e da una corda allungata) e il motore (un Wright 6-60 a 6 cilindri in linea da 60 cavalli vapore) era collocato dentro la fusoliera. La fusoliera stessa fungeva anche da scafo: l'idrovolante galleggiava direttamente su di essa, ed era stabilizzato da due galleggianti laterali più piccoli; alle estremità alari erano collegate due superfici orientabili simili a remi che potevano essere azionate dall'abitacolo (che ospitava i due membri dell'equipaggio seduti l'uno accanto all'altro) per far virare il velivolo in acqua.

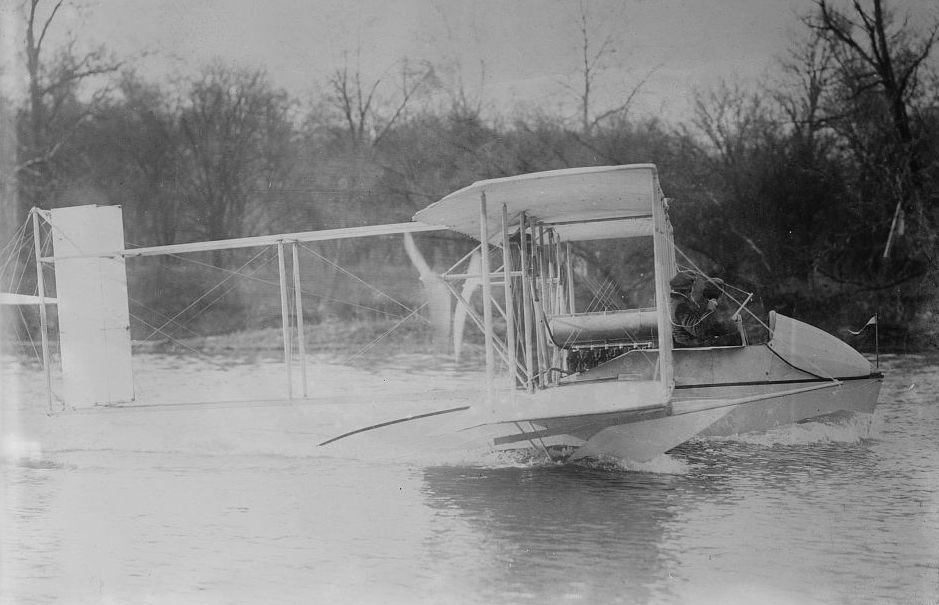
Il Wright Model G nella configurazione iniziale in decollo dal fiume Miami, 1913.

La variante iniziale del 1913 del Model G venne modificata prima che, nel 1914, l'idrovolante entrasse in produzione. Le principali innovazioni riguardarono gli impennaggi: per la prima volta, anziché un pezzo unico interamente mobile o flessibile nella sua parte posteriore, il piano orizzontale era formato da due parti separate – uno stabilizzatore e un equilibratore ad esso incernierato; inoltre esso venne spostato in cima al doppio piano verticale, dando origine al primo impennaggio "a T" nella storia dell'aviazione. Inoltre, nella seconda versione il motore venne spostato da dietro a davanti al posto di pilotaggio: il propulsore azionava le eliche tramite un albero motore che passava sotto il pavimento dell'abitacolo; i galleggianti laterali vennero spostati più vicino alle estremità alari e le ali vennero dotate di un angolo di diedro, che rendeva il velivolo più stabile in rollio.